# Bruchophagus shonagatrus
Bruchophagus shonagatrus är en stekelart som beskrevs av T.C. Narendran 1994. Bruchophagus shonagatrus ingår i släktet Bruchophagus och familjen kragglanssteklar. Inga underarter finns listade.